# Ligier JS33
Der Ligier JS33, in veränderter Form Ligier JS33B, war ein Formel-1-Rennwagen, der von der Equipe Ligier 1989 und 1990 eingesetzt wurde. Für die Saison 1989 wechselte Ligier von den Judd-CV-Motoren der Vorsaison zu Cosworth DFR. Das JS33-Chassis wurde von Michel Beaujon entworfen und von Richard Divila fertiggestellt. Optisch ähnelte es dem March 881 und verwendete sogar das gleiche Getriebe (das von March gekauft wurde).
Für die Formel-1-Weltmeisterschaft 1990 wurde das Chassis auf die Spezifikation JS33B aktualisiert. Das March-Getriebe der Vorsaison wurde zugunsten eines X-Trac-Getriebes verworfen, und die Vorderradaufhängung wurde überarbeitet. Auch das Gewicht des Fahrzeugs wurde reduziert.